# Ilmajoki
Ilmajoki (in svedese Ilmola) è un comune finlandese di 12369 abitanti, situato nella regione dell'Ostrobotnia Meridionale.
È il paese natale del giavellottista Tero Pitkämäki, campione mondiale nel 2007 e del lottatore Marko Yli-Hannuksela.

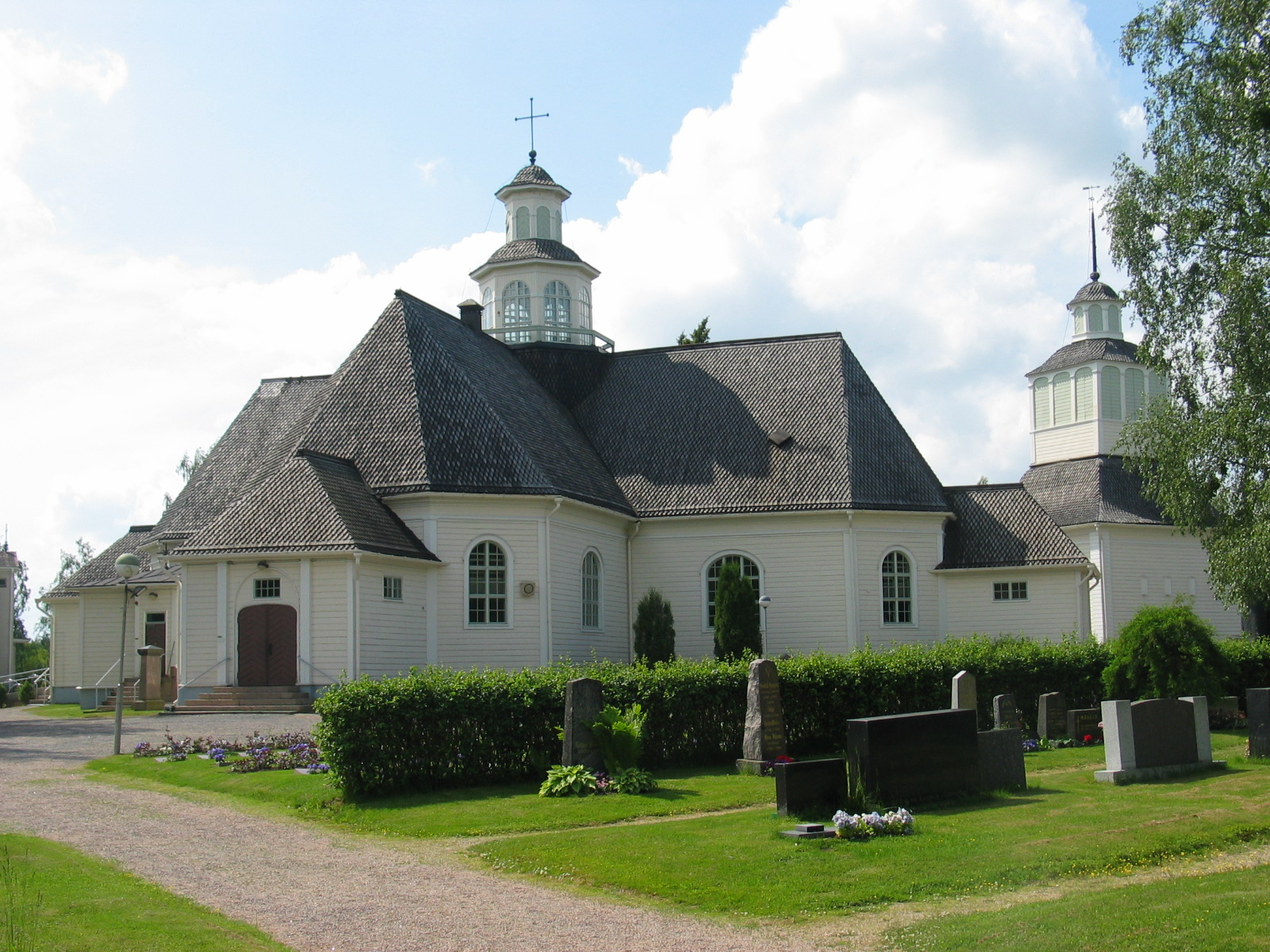
La chiesa di Ilmajoki

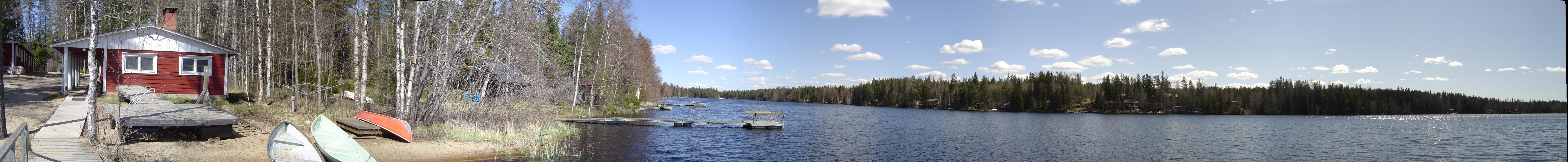
Il lago Kalajaisjärvi, uno dei laghi nel comune di Ilmajoki